# تاكنغون
تاكنغون (بالإنجليزية: Takengon)‏ هي منطقة سكنية تقع في إندونيسيا في Central Aceh Regency.